# Sam Beukema
Sam Beukema, né le 17 novembre 1998 à Deventer aux Pays-Bas, est un footballeur néerlandais qui évolue au poste de défenseur central au SSC Naples.

## Biographie

### Go Ahead Eagles
Né à Deventer aux Pays-Bas, Sam Beukema est formé par le club local du Go Ahead Eagles. Il joue son premier match en professionnel le 1er septembre 2017, lors d'une rencontre de deuxième division néerlandaise face au Helmond Sport. Il entre en jeu et les deux équipes se neutralisent (1-1).
Beukema inscrit son premier but en professionnel le 20 septembre 2019 face au Jong Ajax. Titulaire, il ouvre le score dès la première minute de jeu mais son équipe se fait finalement rejoindre au score (1-1 score final). Cinq jours plus tard, et après un début de saison remarqué, il signe son premier contrat professionnel avec le Go Ahead Eagles, étant alors lié au club pour deux saisons supplémentaires.
Lors de la saison 2020-2021, il contribue à la remontée du club en première division, les Eagles terminant deuxième du championnat.

### AZ Alkmaar
En juillet 2021, Sam Beukema rejoint l'AZ Alkmaar, signant un contrat courant jusqu'en juin 2026. Le transfert est annoncé dès le 31 mars 2021.
Il fait sa première apparition en Eredivisie, la première division, face à l'Heracles Almelo, le 19 septembre 2021, lors de la cinquième journée de la saison 2021-2022. Il entre en jeu à la place d'Albert Guðmundsson et son équipe s'incline par trois buts à deux. Le 16 janvier 2022, il inscrit son premier but pour l'AZ lors d'une rencontre de championnat face au Fortuna Sittard. Titulaire, il ouvre le score de la tête sur un service d'Owen Wijndal et son équipe l'emporte par deux buts à un. Son but est par ailleurs le 2500e de l'AZ en Eredivisie.
Beukema inscrit son premier but en coupe d'Europe le 15 septembre 2022, à l'occasion d'un match de Ligue Europa Conférence 2022-2023 face au FC Vaduz. Titulaire, il participe à la victoire de son équipe par quatre buts à un ce jour-là.

### Bologne FC
Le 3 juillet 2023, Sam Beukema rejoint le Bologne FC. Il signe un contrat courant jusqu'en juin 2027.
Beukema marque son premier but pour Bologne le 11 février 2024, lors d'une rencontre de championnat face à l'US Lecce. Titulaire, il ouvre le score au bout de cinq minutes de jeu, et participe ainsi à la victoire de son équipe par quatre buts à zéro.

### SSC Napoli
Le 20 juillet 2025, Sam Beukema rejoint le SSC Napoli pour une somme estimée à 31 millions d'euros.
Il y signe un contrat de 5 ans, soit jusqu'en juin 2030.

## Palmarès
Bologne FC
- Coupe d'Italie (1) :
  - Vainqueur en 2025[13]